# Kapitan Fracasse
Kapitan Fracasse (fr. Le Capitaine Fracasse) – powieść francuskiego romantyka Teofila Gautiera. Akcja toczy się w XVII wieku, za panowania Ludwika XIII.
Zubożały gaskoński szlachcic, baron de Sigognac, porzuca rodzinne strony i wraz z wędrowną grupą aktorów, przybrawszy sceniczny pseudonim kapitan Fracasse, podąża do Paryża szukać fortuny. Przy okazji zakochuje się z wzajemnością w młodej aktorce z zespołu.
Przez powieść przewija się obraz Francji tamtego okresu – kraju pełnego samowoli, awantur, bezprawia. Autor pokazuje ciemne strony absolutyzmu feudalnego i sylwetki ludzi, którym przyszło żyć w tamtym okresie.
Powieść kończy się jednak jak w ckliwym romansie – ukochana barona okazuje się być szlachcianką z bogatego rodu, a po ślubie młoda para odnajduje zaginiony skarb rodu Sigognaców.